# Fran Hosken
Franziska Porges (Viena, 1920 – Lexington, Estados Unidos, 2 de febrero de 2006), conocida como Fran P. Hosken, fue una escritora feminista y activista social austríaca-estadounidense. Fundó la red Internacional de las Mujeres en 1975, y publicó una revista trimestral sobre salud de las mujeres, Fue conocida por su investigación sobre la mutilación genital femenina (MGF). Se la considera que fue ella quien acuñó este término y lo puso en la agenda de la Organización  de las Naciones Unidas.

## Biografía
Fran P. Hosken nació en 1920 en Viena como Franziska Porges. Su familia emigró a los Estados Unidos en 1938 huyendo del nazismo. Fue al Smith College, y en 1944 se graduó en la Harvard Graduate School of Design, siendo una de las primeras mujeres en lograrlo. Se unió a la Guardia Costera durante la Segunda Guerra Mundial, trabajando en comunicaciones. Se casó con James Hosken en 1947. Tuvieron tres hijos y se divorciaron en 1962.

## Trayectoria
Durante sus viajes en África como diseñadora y fotógrafa en 1973, conoció la realidad de la ablación del clítoris a las mujeres y comenzó a escribir sobre ello. Fundó la red Internacional de las Mujeres en 1975, y publicó una revista trimestral sobre salud de las mujeres, que fue conocida, particularmente por su investigación sobre mutilación genital femenina (MGF). Durante unos años publicó las noticias de la Red Internacional de Mujeres (Women's International Network NEWS - WIN NEWS) que era un sistema de comunicación en Internet participativo y abierto a nivel mundial "por, para y sobre mujeres" de todas las procedencias, creencias, nacionalidades y grupos de edad." WIN NEWS regularmente analizaba y criticaba las políticas del FMI o del Banco Mundial y a los efectos de sus medidas en las mujeres mujeres, especialmente las mujeres de Asia y África.
Se dice que Fran Hosken acuñó el término Mutilación Genital Femenina (MGF) y puso en la agenda de Naciones Unidas la cuestión de la MGF. Su informe sobre MGF, el informe Hosken sobre Mutilación Genital y Sexual de Mujeres (1979), tuvo mucha influencia para persuadir a la comunidad internacional, incluyendo la Organización Mundial de la Salud, para que hicieran esfuerzos para acabar con esta práctica. Como pionera en hablar en contra de la práctica de la mutilación genital femenina, Fran Hosken resistió con valentía la crítica por su defensa de las mujeres sometidas a estas prácticas.
Hosken también creó y publicó en 1981 "The Childbirth Picture Book" (CBPB) (en español: El libro de ilustraciones del parto) un trabajo ilustrado sobre la reproducción desde el punto de vista de las mujeres. Este trabajo proporcionó información biológica básica en la salud reproductiva especialmente útil para mujeres jóvenes en todo el mundo, lengua, nivel educativo o procedencia étnica. Es altamente recomendado para educación de planificación familiar".

## Obras
- The Language of Cities: A Visual Introduction to the Form and Function of the City. Schenkman Pub. Co, 1972.
- Urban development and Housing in Africa. Hosken, 1973.
- The Kathmandu Valley Towns: A Record of Life and Change in Nepal. Weatherhill, 1974.
- The Hosken Report: Genital and Sexual Mutilation of Females. Women's International Network News, 1979.
- Female Sexual Mutilations: The facts and Proposals for Action. Women's International Network News, 1980.
- "Towards a Definition of Women's Rights," Human Rights Quarterly, vol 3, issue 2, May 1981.
- The Childbirth Picture Book: A Picture Story of Reproduction from a Woman's View. Women's International Network News, 1981.
- Stop Female Genital Mutilation. Women's International Network News, 1995.